# Teupin Panah (Idi Tunong)
Teupin Panah is een bestuurslaag in het regentschap Aceh Timur van de provincie Atjeh, Indonesië. Teupin Panah telt 200 inwoners (volkstelling 2010).